# Man in Space Soonest
O Man in Space Soonest (MISS) foi um programa espacial criado pela Força Aérea dos Estados Unidos para poder colocar um ser humano no espaço antes da União Soviética. O programa nunca saiu da etapa de planejamento, com a proposta sendo de lançar uma nave espacial com um único astronauta usando inicialmente um foguete Thor, depois por um Atlas. A Força Aérea selecionou  em 25 de junho de 1958 nove homens para serem os astronautas do programa. Entretanto, o Man in Space Soonest foi cancelado em 1 de agosto do mesmo ano pelo presidente Dwight D. Eisenhower pois ele achava que a exploração espacial não deveria ser militar. O programa foi logo substituído pelo Programa Mercury, chefiado pela civil NASA.

## Astronautas
A Força Aérea selecionou nove pilotos para serem candidatos a astronautas no Man in Space Soonest. Destes nove, apenas dois acabariam por chegar no espaço: Joseph Walker, que realizou dois voos a bordo da aeronave North American X-15; e Neil Armstrong, que foi ao espaço na Gemini VIII e na Apollo 11, tornando-se o primeiro homem a pisar na superfície da Lua.
- Neil Armstrong, NACA
- Bill Bridgeman, Douglas Aircraft Company
- Albert Scott Crossfield, North American Aviation
- Iven Kincheloe, Força Aérea
- John B. McKay, NACA
- Robert A. Rushworth, Força Aérea
- Joseph Walker, NACA
- Alvin S. White, North American Aviation
- Robert Michael White, Força Aérea